# Galanthus peshmenii
Galanthus peshmenii är en amaryllisväxtart som beskrevs av Aaron Paul Davis och C.D.Brickell. Galanthus peshmenii ingår i släktet snödroppar, och familjen amaryllisväxter. IUCN kategoriserar arten globalt som sårbar. Inga underarter finns listade i Catalogue of Life.